# Eugena Washington
Eugena Washington (Columbia, 8 ottobre 1984) è una modella statunitense.
È stata scelta come Playmate del mese di dicembre 2015 e Playmate of the Years 2016 dalla rivista Playboy eletta nel maggio 2017, è stata l'ultima Playmate dell'anno ad essere annunciata da Hugh Hefner al Playboy Mansion.